# تشارلز أ. بارنارد
تشارلز أ. بارنارد (بالإنجليزية: Charles A. Barnard)‏ هو لاعب كرة قدم أمريكية أمريكي، ولد في 22 مارس 1880 في واشنطن العاصمة في الولايات المتحدة، وتوفي بنفس المكان في 6 ديسمبر 1977.